# Yelena Mélnikova
Yelena Vladímirovna Mélnikova –en ruso, Елена Владимировна Мельникова– (Artiomovsk, 17 de junio de 1971) es una deportista rusa que compitió en biatlón. Está casada con el también biatleta Serguéi Chépikov.
Participó en los Juegos Olímpicos de Albertville 1992, obteniendo una medalla de bronce en la prueba por relevos.

## Palmarés internacional
| Representando al Equipo Unificado |                       |                   |         |
| Juegos Olímpicos                  |                       |                   |         |
| Año                               | Lugar                 | Medalla           | Prueba  |
| 1992                              | Albertville (Francia) | Medalla de bronce | Relevos |